# Diepholzer Gans
| Diepholzer Gans       | Diepholzer Gans                                               |
| Gans mit Ganter       | Gans mit Ganter                                               |
| Bestand: gefährdet    | Bestand: gefährdet                                            |
| --------------------- | ------------------------------------------------------------- |
| Herkunft              | Grafschaft Diepholz, Deutschland                              |
| Standard              | - BDRG seit 1925 - EE                                         |
| Gewicht               | - Ganter: 7,0 kg - Gans: 5,5 bis 6,0 kg                       |
| Farbenschläge         | weiß                                                          |
| Ringgröße             | 24 mm                                                         |
| Bruttrieb             | ausgezeichnet                                                 |
| Legezeit              | September bis März                                            |
| Legeleistung          | - 30 Stück - Mindesteigewicht: 140 g - Eierschalenfarbe: weiß |
| Liste von Gänserassen |                                                               |

Die robuste Diepholzer Gans ist aus den Landgänsen in der Moorlandschaft der ehemaligen Grafschaft Diepholz zum Ende des 19. Jahrhunderts herausgezüchtet worden.

## Merkmale
Die Diepholzer Gans ist eine schneeweiße, mittelgroße, rundliche Landgans mit einem orangefarbenen Schnabel und rötlichen Füßen. Die widerstandsfähige Rasse ähnelt im Körperbau, abgesehen vom weißen Gefieder, der Graugans und gehört somit zu den leichten Landschlägen. Sie wurde immer wieder zur Veredlung anderer Gänserassen, wie zum Beispiel der Lippegans hinzugezogen. Pro Jahr legt sie zwischen 35 und 50 weiße Eier. Sie hat ein munteres Wesen und klare blaue Augen. Diese Rasse hat einen starken Bruttrieb, so dass zweimalige Naturbruten pro Jahr keine Seltenheit sind.
Jahrhundertelang wurde ihre Marschfähigkeit in den Vordergrund gestellt – schließlich musste sie von Diepholz aus zu den Märkten bis nach Köln und Bremen getrieben werden. Bezüglich der Futteraufnahme ist sie überaus anspruchslos und frisst auch Sauergräser. Diese Merkmale sind auf ihre Haltung in den großen Moorgebieten mit ihren beschränkten Nahrungsangeboten zurückzuführen. Die Gans bewegt sich auch in steilerem Gelände ohne Probleme und ist somit eine robuste Weidegans, die sich zunehmender Beliebtheit erfreut. So wird seit 1995 auch in der Schweiz ein Herdbuch geführt.

## Geschichte

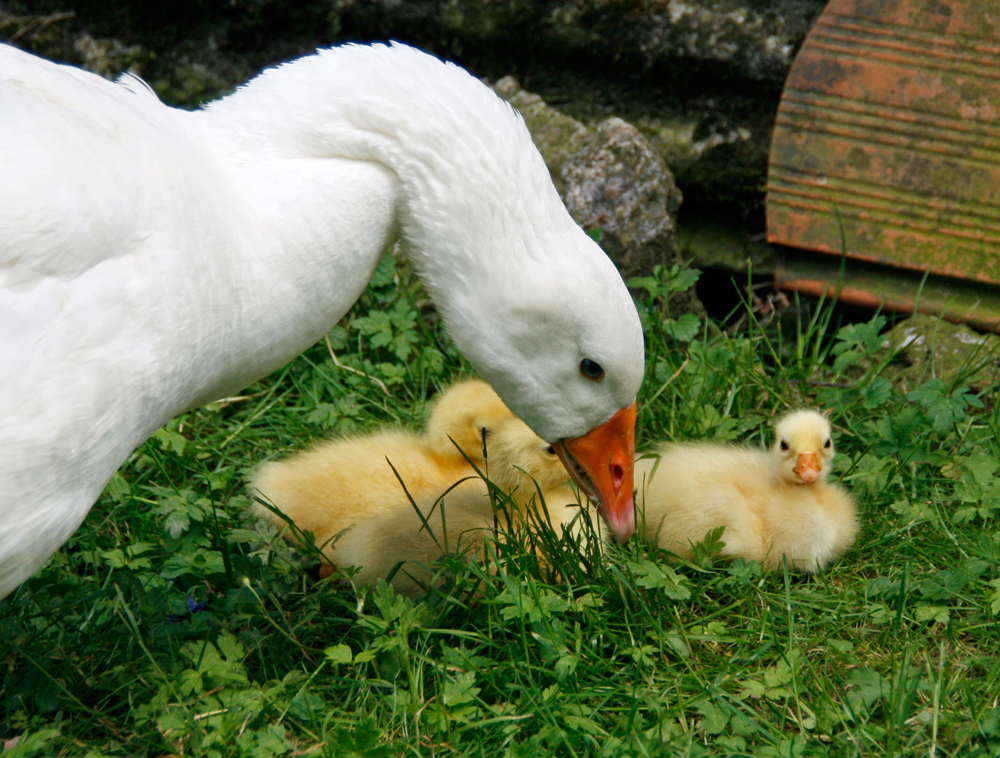
Gans mit Küken

Die Diepholzer Gans ist eine der wenigen noch existierenden Landgänserassen. Die freie und extensive Haltungsform erklärt ihre erblich bedingte Widerstandskraft und viel gelobte Futterdankbarkeit. Bis kurz vor dem Zweiten Weltkrieg wurden Diepholzer Gänse noch zu Tausenden auf die großen Gemeindeweideflächen an den Rand und in das Große Moor gebracht. Sofern diese Flächen nicht zum Torfstich bestimmt waren, war es Gänsehude. Die Tiere wurden erst wieder zusammengetrieben, wenn der Verkauf anstand. Auch die Aufzucht der Gössel war somit Naturbrut und geschah ohne Einflussnahme des Menschen. Die Weidegans war so von klein auf gezwungen, sich in einem zahlenmäßig hohen Herdenverband von mehreren Tausend Tieren durchzusetzen, war den Witterungsverhältnissen ausgesetzt und musste sich mit dem kargen Angebot von Süß- und Sauergräsern in den Wiesenmooren begnügen. In dieser freien Wildbahn kam es naturbedingt dazu, dass sich zu der weißen „domestizierten“ Herde auch immer mal wieder wild lebende Graugänse gesellten. Diese Paarungen stabilisierten fortlaufend die Robustheit der Herde.
Die so gehaltenen Gänse konnten – bis auf die Viehtriebskosten – billiger auf den Märkten an den Mann gebracht werden als stall- oder hofgehaltene Tiere und senkten schon in den Massen den Preis erheblich. Sie waren ein nicht zu unterschätzendes Zubrot für die ansonsten ärmliche und genügsame Diepholzer Landbevölkerung. In der beginnenden Industrialisierung war ein Gänsebraten eine hochgeschätzte Delikatesse für die anwachsende Arbeitnehmerschaft an Rhein und Ruhr sowie in Deutschlands prosperierenden Küstenstädten zum Ende des 19. Jahrhunderts. 1925 wurde die Diepholzer Gans als Rasse anerkannt. Mit nachlassender Nachfrage nach Schreibfederkielen, Daunenfedern und Gänsefleisch geriet sie in Vergessenheit, und die großen Herden verschwanden.
Die Diepholzer Gans wurde 1994 zusammen mit dem Westfälischen Totlegerhuhn und der Pommernente von der Gesellschaft zur Erhaltung alter und gefährdeter Haustierrassen (GEH) zur „Gefährdeten Nutztierrasse des Jahres“ erklärt.

## Nutzung
Die beginnende Hybridzucht schien das Ende für die leichte Diepholzer Gans zu bedeuten. In der Hybridzucht wurden schwerere Landschläge, wie die Emdener-, Pommern- und Toulouser Gans bevorzugt. Es war und ist für die Gans aber in der heutigen Zeit ein großer Vorteil, dass sie bei immer kleiner werdendem Familienumfang auch über das dazu benötigte Gewicht verfügt.
Was für die behütete und sichere Stallhaltung noch positiv hinzukommt ist, dass die Diepholzer Gans ab dem zweiten Legejahr von September bis März zwei Bruten mit je zwölf Eiern selbst und zuverlässig erbrütet – eine Eigenschaft, auf die die industrielle Hybridzucht gerne zurückgreift.